# Lindneromyia argentifascia
Lindneromyia argentifascia är en tvåvingeart som beskrevs av Chandler 1994. Lindneromyia argentifascia ingår i släktet Lindneromyia och familjen svampflugor. Inga underarter finns listade i Catalogue of Life.